# Adriano (ur. styczeń 1982)
Adriano Ferreira Martins (ur. 21 stycznia 1982 w São Paulo) – brazylijski piłkarz występujący na pozycji napastnika.

## Kariera klubowa
Był juniorem Santa Cruz FC, Osasco-SP, Itararé-SP, ECO-SP, Arapongas-PR i ADAP. Seniorską karierę rozpoczynał w Adap Galo Maringá FC, skąd w 2007 roku przeszedł do Internacionalu. W Campeonato Brasileiro Série A zadebiutował 17 czerwca w zremisowanym 2:2 meczu z Flamengo, a w debiutanckim sezonie zdobył 8 goli w 29 meczach. W 2008 roku zdobył z klubem Copa Sudamericana. W rundzie wiosennej sezonu 2008/2009 grał na wypożyczeniu w Máladze. W Primera División rozegrał osiem spotkań, debiutując 25 stycznia w zremisowanym 1:1 meczu z Atlético Madryt. Następnie był wypożyczany do CR Vasco da Gama (z którym zdobył mistrzostwo Campeonato Brasileiro Série B) i Cerezo Osaka, zdobywając dla Cerezo 14 bramek w lidze w sezonie 2010. W styczniu 2011 roku na zasadzie transferu definitywnego przeszedł do Gamby Osaka, a w czerwcu za kwotę 4,3 miliona euro został piłkarzem El Jaish SC. W pierwszym meczu ligowym dla tego klubu Adriano zdobył dwa gole, a w sezonie 2011/2012 z 18 golami został królem strzelców Qatar Stars League. W lipcu 2013 roku został zawodnikiem Qatar SC, a po roku wrócił do Japonii, wiążąc się kontraktem z Tokushima Vortis, a następnie z Ventforet Kofu. We wrześniu 2015 roku na zasadzie wolnego transferu przeszedł do Fortalezy. Później grał w innych brazylijskich klubach m.in. z poziomów Série C i Série D: Nova Iguaçu FC, Volta Redonda FC i Portuguesie (RJ), zanim w 2021 roku zakończył karierę piłkarską.

## Sukcesy
- 2008: Copa Sudamericana
- 2009: Campeonato Brasileiro Série B
- 2011/2012: król strzelców Qatar Stars League

## Statystyki ligowe
| Sezon         | Klub             | Liga                          | Mecze | Gole |
| ------------- | ---------------- | ----------------------------- | ----- | ---- |
| 2007          | SC Internacional | Campeonato Brasileiro Série A | 29    | 8    |
| 2008          | SC Internacional | Campeonato Brasileiro Série A | 20    | 2    |
| 2008/2009 (w) | Málaga CF        | Primera División              | 8     | 0    |
| 2009          | CR Vasco da Gama | Campeonato Brasileiro Série B | 24    | 5    |
| 2010          | Cerezo Osaka     | J.League                      | 27    | 14   |
| 2011 (w)      | Gamba Osaka      | J.League                      | 8     | 9    |
| 2011/2012     | El Jaish SC      | Qatar Stars League            | 20    | 18   |
| 2012/2013     | El Jaish SC      | Qatar Stars League            | 21    | 8    |
| 2013/2014     | Qatar SC         | Qatar Stars League            | 25    | 13   |
| 2014 (j)      | Tokushima Vortis | J.League                      | 10    | 0    |
| 2015 (w)      | Ventforet Kofu   | J1 League                     | 10    | 1    |
| 2015 (j)      | Fortaleza EC     | Campeonato Brasileiro Série C | 4     | 0    |
| 2017 (j)      | Volta Redonda FC | Campeonato Brasileiro Série C | 12    | 1    |
| 2020          | AA Portuguesa    | Campeonato Brasileiro Série D | 13    | 9    |